# Kały AB
Kały AB (1939 Reymontów Nowy) – dawniej samodzielna wieś, obecnie część osiedla Kały w zachodniej części Łodzi, w dzielnicy Bałuty. Leżały w oklicy ulicy Kujawskiej.

## Historia
Od 1867 w gminie Radogoszcz w powiecie łódzkim. W okresie międzywojennym należały do powiatu łódzkiego w woj. łódzkim. W 1921 roku liczba mieszkańców kolonii Kały AB wynosiła 216. 1 września 1933 utworzono gromadę (sołectwo) Kały w granicach gminy Radogoszcz, składającej się ze wsi Kały AB, osady szpitalnej Kochanówka, osady Borowiec, wsi Budy Kałowskie i osady Zadraż (wieś i kolonia Kały utworzyły odrębną gromadę o nazwie Kały-Kolonia). 8 marca 1939 nazwę wsi Kały zmieniono na Reymontów Nowy.
Podczas II wojny światowej włączone do III Rzeszy. Po wojnie Kały AB powróciły na krótko do powiatu łódzkiego woj. łódzkim, lecz już 13 lutego 1946 włączono je wraz z całą gminą Radogoszcz do Łodzi.